# Plaine-de-Monceaux
Plaine-de-Monceaux è il 66º quartiere amministrativo di Parigi, situato nel XVII arrondissement.
Spesso chiamato Plaine-Monceau, il suo nome ufficiale è Plaine-de-Monceaux, denominazione utilizzata in alcuni documenti normativi e amministrativi (come il codice elettorale) a partire dal 1860, quando vennero istituiti gli attuali arrondissement.
La piana di Monceaux trae il suo nome dall'antico villaggio di Monceau, che nell'IX secolo fu denominato Mons Calvus (letteralmente Monte Calvo), o Monticello, o forse Muscelli (terreno ricoperto di muschio). Da questi probabilmente derivarono i più recenti Mousseaux, Monceaux e Monceau.
Sotto l'Ancien Régime, la piana di Monceaux fu un importante luogo di caccia. Nel 1791 i residenti, infuriati per la devastazione delle colture, operata dagli animali fuggiti dalle rimesse di caccia, le distrussero in quanto simbolo del periodo pre-rivoluzionario. Durante la Rivoluzione francese il quartiere contava solo 450 abitanti.